# 苏联大元帅

苏联大元帥肩章。斯大林因为从未正式接受大元帅军衔，从未佩戴过这一肩章，斯大林一般配戴苏联元帅肩章

苏联大元帅，為1945年6月拟授予苏联共产党总书记约瑟夫·斯大林的蘇聯武裝力量軍銜。在苏联军衔系统中居于最高阶，也是苏联元帅级军衔（苏联大元帅、苏联元帅、军兵种主帅、军兵种元帅）中最高一等。苏联大元帅只授予最高领导人、红军最高统帅一人，以表彰他在第二次世界大战期间统帅苏联红军赢得胜利，但实际上斯大林未正式接受此衔，因此实际上苏联最高军衔为苏联元帅。

## 设立背景与经过
斯大林传记作者罗伯特·约翰·瑟维斯指出，斯大林后悔接受这样一个过于自夸的军衔，他希望英国首相温斯顿·丘吉尔不要称他为“大元帅”，而是继续称他为“元帅”。。斯大林还拒绝把他的军衔与其他苏联元帅的军衔做出任何的区别，并且与其他苏联元帅一样佩戴元帅徽章，穿元帅服。
设立苏联大元帅的提议是在苏德战争结束后被提出的，当时有人把一个关于苏联军衔法令的草案提交给斯大林。后来，苏军后勤部部长安德烈·瓦西里耶维奇·赫鲁廖夫大将接到给斯大林设计大元帅服的任务。但是，斯大林拒绝接受这一军衔。然后，他拿着关于设立苏联大元帅军衔的法令草案宣布：“我不会签署这一法令。元帅才是苏联红军的最高军衔。”这样，以后再也没有人提出过设立苏联大元帅军衔的建议。
不过，虽然斯大林没有正式接受大元帅军衔，有时部分苏联国内外人民会称他为“斯大林大元帅”。

## 肩章式样草案

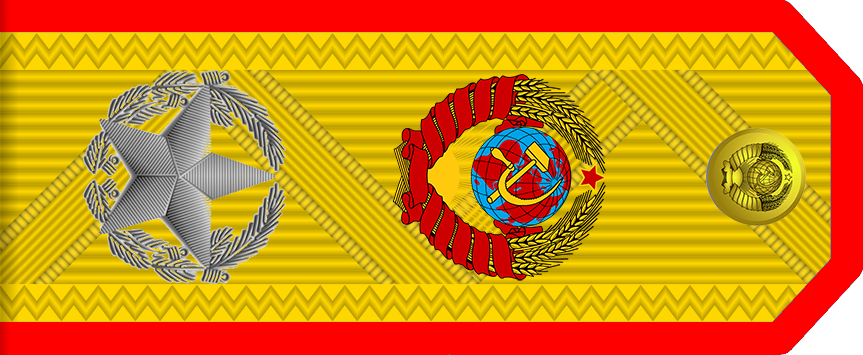
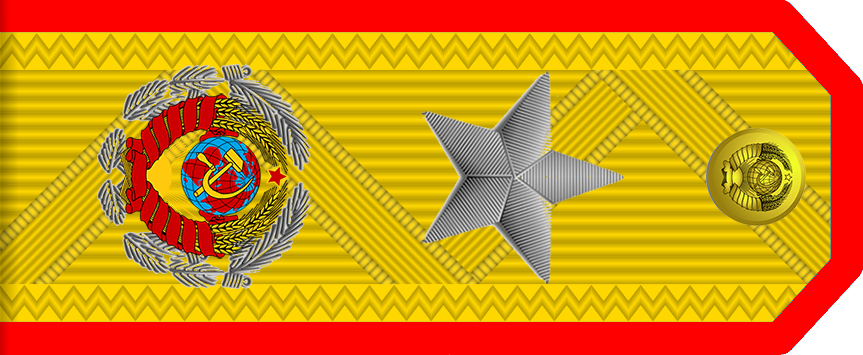
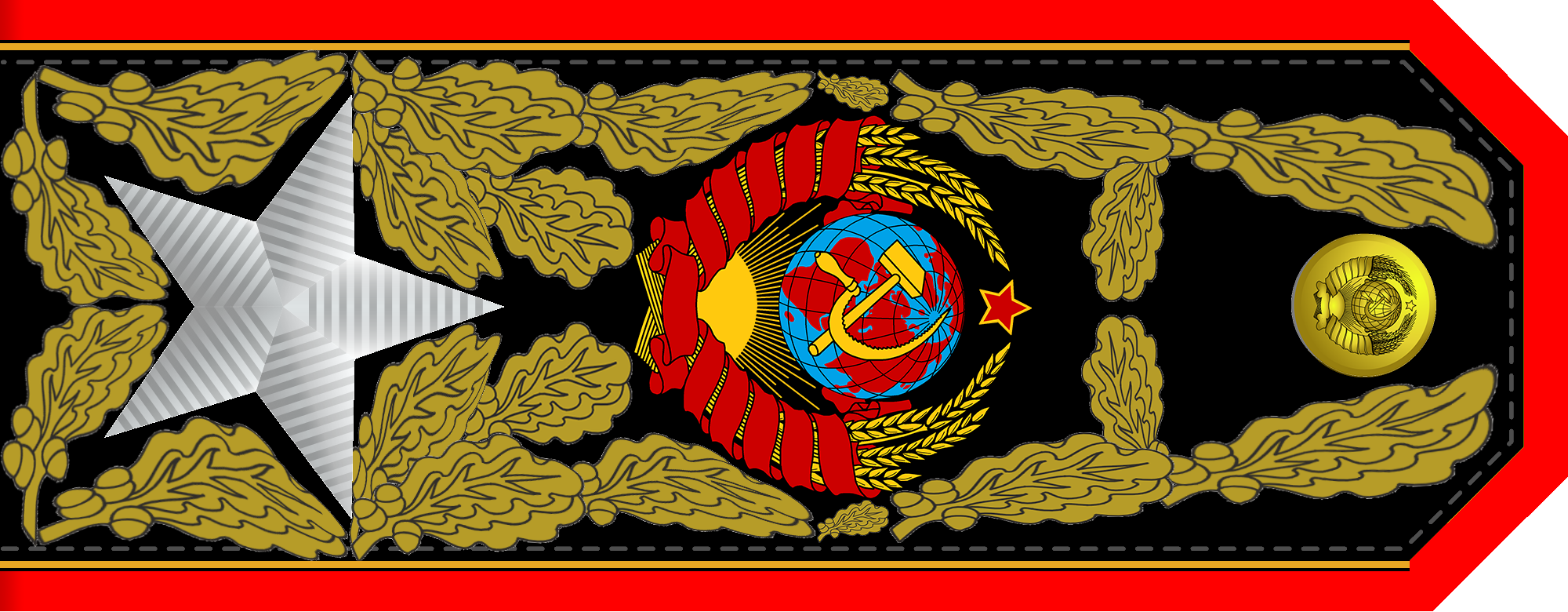
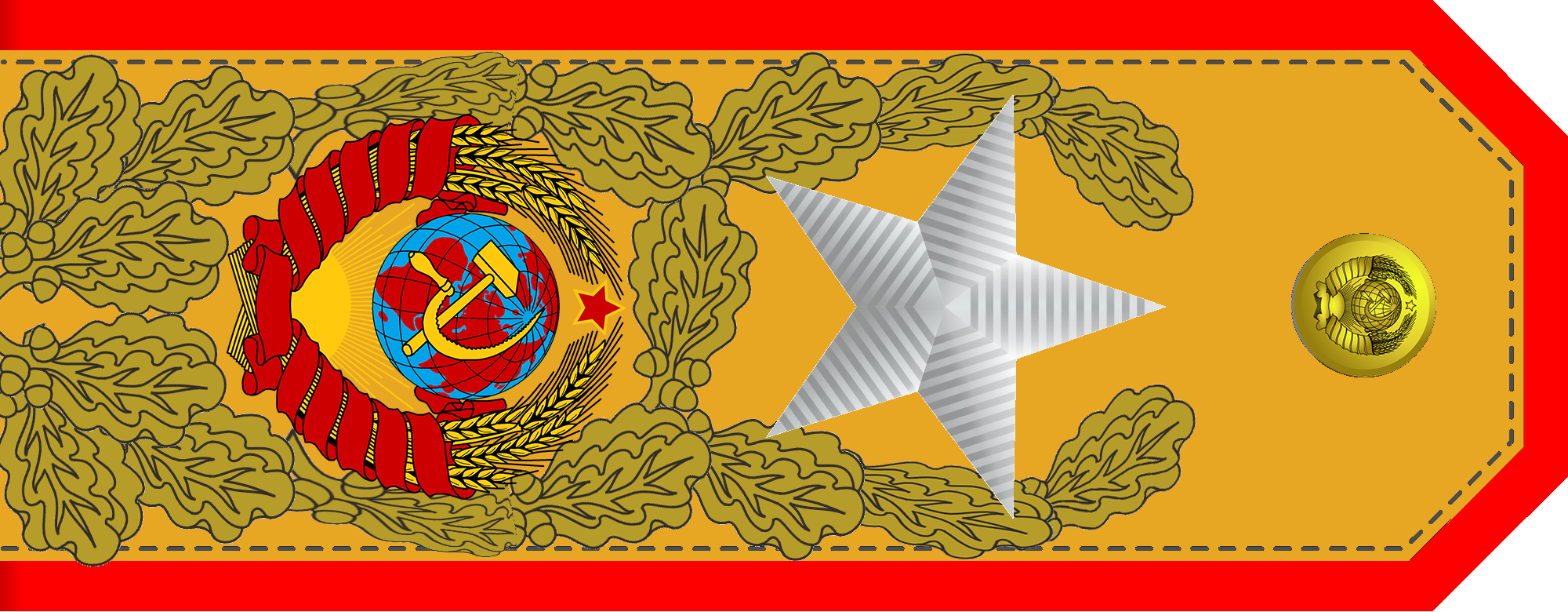
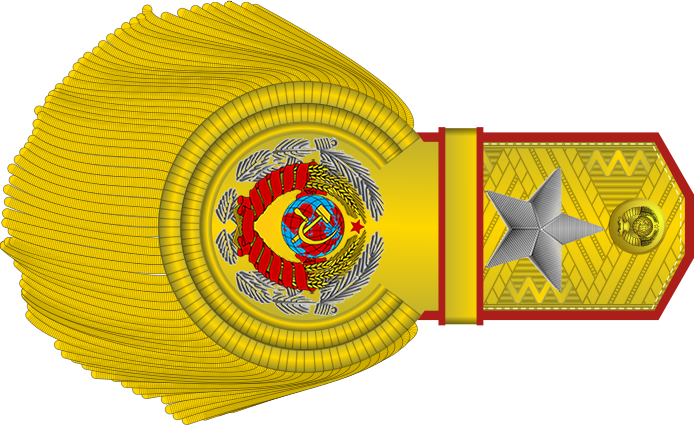

斯大林因为未正式接受大元帅军衔，从未佩戴过这些肩章，改配戴苏联元帅肩章。

## 影响
苏联拟设大元帅军衔的做法对它的邻国中华人民共和国和朝鲜民主主义人民共和国有很大影响，中华人民共和国大元帅和朝鲜民主主义人民共和国大元帅的军衔设置即参照了苏联大元帅的设置，而朝鲜人民军最高司令官金日成即被授予了朝鲜民主主义人民共和国大元帅军衔。中华人民共和国在朝鲜战争过后的1955年实行军衔制，本来也准备仿效苏联授予斯大林大元帅军衔的做法，将中华人民共和国大元帅军衔授予中国共产党中央委员会主席兼中央军事委员会主席毛泽东，但被毛泽东拒绝，因而未实授。
- 1945年已经晋升为大元帅的斯大林仍旧穿着元帅服参加波茨坦会议。
- 斯大林实际上只佩戴苏联元帅的肩章。[1]
- 苏联大元帅肩章
- 中华人民共和国大元帅肩章样式深受苏联大元帅肩章影响。
- 朝鲜民主主义人民共和国大元帅肩章样式深受苏联大元帅肩章影响。